# Lista över matcher om VM-titeln i tungviktsboxning
Lista över matcher om VM-titeln i tungviktsboxning
Det finns idag (2012) ett antal boxningsförbund som var och en har rätt att arrangera matcher som utser en världsmästare. Denna lista behandlar dock endast de tre "stora", ursprungliga förbunden: World Boxing Association (WBA) grundat 1921 (som National Boxing Association), World Boxing Council (WBC) grundat 1963, och International Boxing Federation (IBF) grundat 1983.

## Matcher om VM-titeln sanktionerade av WBC (World Boxing Council)[1]
Senast uppdaterad 13 december 2015
| Datum             | Segrare            | Resultat                | Förlorare           | Ort                                                    | Kommentar                            |
| ----------------- | ------------------ | ----------------------- | ------------------- | ------------------------------------------------------ | ------------------------------------ |
| 28 november 2015  | Tyson Fury         | Poängseger              | Wladimir Klitschko  | Esprit Arena, Düsseldorf, Tyskland                     | Match om WBC:s "Superchampion-titel" |
| 26 september 2015 | Deontay Wilder     | TKO rond 11             | Johann Duhaupas     | B-J Convention Complex, Las Vegas, Nevada, USA         |                                      |
| 25 april 2015     | Wladimir Klitschko | Poängseger              | Bryant Jennings     | Madison Square Garden, New York, NY, USA               | Match om WBC:s "Superchampion-titel" |
| 17 januari 2015   | Deontay Wilder     | Poängseger              | Bermane Stiverne    | MGM Grand Garden Arena, Las Vegas, Nevada, USA         |                                      |
| 15 november 2014  | Wladimir Klitschko | KO rond 5               | Kubrat Pulew        | O₂ World Arena, Hamburg, Tyskland                      | Match om WBC:s "Superchampion-titel" |
| 26 april 2014     | Wladimir Klitschko | TKO rond 5              | Alex Leapai         | König-Pilsener-Arena, Oberhausen, Tyskland             | Match om WBC:s "Superchampion-titel" |
| 10 maj 2014       | Bermane Stiverne   | TKO rond 6              | Chris Arreola       | USC Galen Center, Los Angeles, USA                     |                                      |
| 5 oktober 2013    | Wladimir Klitschko | Poängseger              | Alexander Povetkin  | Olimpijski, Moskva, Ryssland                           | Match om WBC:s "Superchampion-titel" |
| 4 maj 2013        | Wladimir Klitschko | TKO rond 6              | Francesco Pianeta   | SAP Arena, Mannheim, Tyskland                          | Match om WBC:s "Superchampion-titel" |
| 10 november 2012  | Wladimir Klitschko | Poängseger              | Mariusz Wach        | O₂ World Arena, Hamburg, Tyskland                      | Match om WBC:s "Superchampion-titel" |
| 8 september 2012  | Vitalij Klitschko  | TKO rond 4              | Manuel Charr        | Olimpijskij, Moskva                                    |                                      |
| 7 juli 2012       | Wladimir Klitschko | TKO rond 6              | Tony Thompson       | Stade de Suisse, Bern, Schweiz                         | Match om WBC:s "Superchampion-titel" |
| 4 mars 2012       | Wladimir Klitschko | TKO rond 4              | Jean-Marc Mormeck   | ESPRIT-Arena, Düsseldorf, Tyskland                     | Match om WBC:s "Superchampion-titel" |
| 18 februari 2012  | Vitalij Klitschko  | Poängseger              | Dereck Chisora      | Olympiahalle München, München                          |                                      |
| 10 september 2011 | Vitalij Klitschko  | TKO rond 10             | Tomasz Adamek       | Stadion Miejski, Breslau                               |                                      |
| 2 juli 2011       | Wladimir Klitschko | Poängseger              | David Haye          | Imtech Arena, Hamburg, Tyskland                        | Match om WBC:s "Superchampion-titel" |
| 19 mars 2011      | Vitalij Klitschko  | KO rond 1               | Odlanier Solís      | Lanxess Arena, Köln                                    |                                      |
| 16 oktober 2010   | Vitalij Klitschko  | Poängseger              | Shannon Briggs      | O₂ World Arena, Hamburg                                |                                      |
| 29 maj 2010       | Vitalij Klitschko  | KO rond 10              | Albert Sosnowski    | Veltins-Arena, Gelsenkirchen                           |                                      |
| 12 december 2009  | Vitalij Klitschko  | Poängseger              | Kevin Johnson       | PostFinance-Arena, Bern                                |                                      |
| 26 september 2009 | Vitalij Klitschko  | Uppgivet efter rond 10  | Chris Arreola       | Staples Center, Los Angeles                            |                                      |
| 21 mars 2009      | Vitalij Klitschko  | TKO rond 9              | Juan Carlos Gómez   | Hanns-Martin-Schleyer-Halle, Stuttgart                 |                                      |
| 11 oktober 2008   | Vitalij Klitschko  | Uppgivet efter rond 8   | Samuel Peter        | O₂ World, Berlin                                       |                                      |
| 8 mars 2008       | Samuel Peter       | TKO rond 6              | Oleg Maskajev       | Plaza de Toros, Cancún                                 |                                      |
| 10 december 2006  | Oleg Maskajev      | Poängseger              | Peter Okhello       | Olimpijskij, Moskva                                    |                                      |
| 12 augusti 2006   | Oleg Maskajev      | TKO rond 12             | Hasim Rahman        | Thomas & Mack Center, Las Vegas                        |                                      |
| 18 mars 2006      | Hasim Rahman       | No decision             | James Toney         | Boardwalk Hall, Atlantic City, New Jersey              |                                      |
| 11 december 2004  | Vitali Klitschko   | TKO rond 8              | Danny Williams      | Mandalay Bay, Las Vegas                                |                                      |
| 24 april 2004     | Vitali Klitschko   | TKO rond 8              | Corrie Sanders      | Staples Center, Los Angeles                            |                                      |
| 21 juni 2003      | Lennox Lewis       | TKO rond 6              | Vitali Klitschko    | Staples Center, Los Angeles                            |                                      |
| 8 juni 2002       | Lennox Lewis       | KO rond 8               | Mike Tyson          | The Pyramid, Memphis                                   |                                      |
| 17 november 2001  | Lennox Lewis       | KO rond 4               | Hasim Rahman        | Mandalay Bay, Las Vegas                                |                                      |
| 22 april 2001     | Hasim Rahman       | KO rond 5               | Lennox Lewis        | Carnival City, Brakpan                                 |                                      |
| 11 november 2000  | Lennox Lewis       | Poängseger              | David Tua           | Mandalay Bay, Las Vegas                                |                                      |
| 15 juli 2000      | Lennox Lewis       | TKO rond 2              | Francois Botha      | London Arena, London, Millwall                         |                                      |
| 29 april 2000     | Lennox Lewis       | KO rond 2               | Michael Grant       | Madison Square Garden, New York                        |                                      |
| 13 november 1999  | Lennox Lewis       | Poängseger              | Evander Holyfield   | Thomas & Mack Center, Las Vegas                        |                                      |
| 13 mars 1999      | Lennox Lewis       | No Decision             | Evander Holyfield   | Madison Square Garden, New York                        |                                      |
| 26 september 1998 | Lennox Lewis       | Poängseger              | Željko Mavrović     | Mohegan Sun Casino, Uncasville                         |                                      |
| 28 mars 1998      | Lennox Lewis       | TKO rond 5              | Shannon Briggs      | Boardwalk Convention Center, Atlantic City, New Jersey |                                      |
| 4 oktober 1997    | Lennox Lewis       | KO rond 1               | Andrzej Golota      | Caesars Hotel & Casino, Atlantic City, New Jersey      |                                      |
| 12 juli 1997      | Lennox Lewis       | Diskvalifikation rond 5 | Henry Akinwande     | Caesar's Tahoe, Stateline                              |                                      |
| 7 februari 1997   | Lennox Lewis       | TKO rond 5              | Oliver McCall       | Hilton Hotel, Las Vegas                                |                                      |
| 16 mars 1996      | Mike Tyson         | TKO rond 3              | Frank Bruno         | MGM Grand Hotel, Las Vegas                             |                                      |
| 2 september 1995  | Frank Bruno        | Poängseger              | Oliver McCall       | Wembley Stadion, London                                |                                      |
| 8 april 1995      | Oliver McCall      | Poängseger              | Larry Holmes        | Caesars Palace, Las Vegas                              |                                      |
| 24 september 1994 | Oliver McCall      | TKO rond 2              | Lennox Lewis        | Wembley Stadion, London                                |                                      |
| 6 maj 1994        | Lennox Lewis       | TKO rond 8              | Phil Jackson        | Boardwalk Convention Center, Atlantic City, New Jersey |                                      |
| 1 oktober 1993    | Lennox Lewis       | TKO rond 7              | Frank Bruno         | Arms Park Stadium, Cardiff                             |                                      |
| 8 maj 1993        | Lennox Lewis       | Poängseger              | Tony Tucker         | Thomas & Mack Center, Las Vegas                        |                                      |
| 13 november 1992  | Riddick Bowe       | Poängseger              | Evander Holyfield   | Thomas & Mack Center, Las Vegas                        |                                      |
| 19 juni 1992      | Evander Holyfield  | Poängseger              | Larry Holmes        | Caesars Palace, Las Vegas                              |                                      |
| 19 april 1991     | Evander Holyfield  | Poängseger              | George Foreman      | Convention Center, Atlantic City, New Jersey           |                                      |
| 25 oktober 1990   | Evander Holyfield  | KO rond 3               | James Douglas       | Mirage Hotel & Casino, Las Vegas                       |                                      |
| 11 februari 1990  | James Douglas      | KO rond 10              | Mike Tyson          | Tokyo Dome, Tokyo                                      |                                      |
| 21 juli 1989      | Mike Tyson         | TKO rond 1              | Carl Williams       | Convention Center, Atlantic City, New Jersey           |                                      |
| 25 februari 1989  | Mike Tyson         | TKO rond 5              | Frank Bruno         | Hilton Hotel, Las Vegas                                |                                      |
| 27 juni 1988      | Mike Tyson         | KO rond 1               | Michael Spinks      | Convention Hall, Atlantic City, New Jersey             |                                      |
| 21 mars 1988      | Mike Tyson         | TKO rond 2              | Tony Tubbs          | Tokyo Dome, Tokyo                                      |                                      |
| 22 januari 1988   | Mike Tyson         | TKO rond 4              | Larry Holmes        | Convention Center, Atlantic City, New Jersey           |                                      |
| 16 oktober 1987   | Mike Tyson         | TKO rond 7              | Tyrell Biggs        | Convention Hall, Atlantic City, New Jersey             |                                      |
| 1 augusti 1987    | Mike Tyson         | Poängseger              | Tony Tucker         | Hilton Hotel, Las Vegas                                |                                      |
| 30 maj 1987       | Mike Tyson         | TKO rond 6              | Pinklon Thomas      | Hilton Hotel, Las Vegas                                |                                      |
| 7 mars 1987       | Mike Tyson         | Poängseger              | James Smith         | Hilton Hotel, Las Vegas                                |                                      |
| 22 november 1986  | Mike Tyson         | TKO rond 2              | Trevor Berbick      | Hilton Hotel, Las Vegas                                |                                      |
| 22 mars 1986      | Trevor Berbick     | Poängseger              | Pinklon Thomas      | Riviera Hotel & Casino, Las Vegas                      |                                      |
| 15 juni 1985      | Pinklon Thomas     | TKO rond 8              | Mike Weaver         | Riveria Hotel & Casino, Las Vegas                      |                                      |
| 31 augusti 1984   | Pinklon Thomas     | Poängseger              | Tim Witherspoon     | Riviera Hotel, Las Vegas                               |                                      |
| 9 mars 1984       | Tim Witherspoon    | Poängseger              | Greg Page           | Convention Center, Las Vegas                           |                                      |
| 10 september 1983 | Larry Holmes       | TKO rond 5              | Scott Frank         | Harrah's Marina Hotel, Atlantic City                   |                                      |
| 20 maj 1983       | Larry Holmes       | Poängseger              | Tim Witherspoon     | Dunes Hotel, Las Vegas                                 |                                      |
| 27 mars 1983      | Larry Holmes       | Poängseger              | Lucien Rodriguez    | Watres Armory, Scranton                                |                                      |
| 26 november 1982  | Larry Holmes       | Poängseger              | Randall Cobb        | Astrodome, Houston                                     |                                      |
| 11 juni 1982      | Larry Holmes       | TKO rond 13             | Gerry Cooney        | Ceasars Palace, Las Vegas                              |                                      |
| 6 november 1981   | Larry Holmes       | TKO rond 11             | Renaldo Snipes      | Civic Arena, Pittsburgh                                |                                      |
| 12 juni 1981      | Larry Holmes       | TKO rond 3              | Leon Spinks         | Joe Louis Arena, Detroit                               |                                      |
| 11 april 1981     | Larry Holmes       | Poängseger              | Trevor Berbick      | Ceasars Palace, Las Vegas                              |                                      |
| 2 oktober 1980    | Larry Holmes       | TKO rond 11             | Muhammad Ali        | Ceasars Palace, Las Vegas                              |                                      |
| 7 juli 1980       | Larry Holmes       | TKO rond 7              | Scott LeDoux        | Metro Centre, Bloomington                              |                                      |
| 31 mars 1980      | Larry Holmes       | TKO rond 8              | Leroy Jones         | Caesars Palace, Las Vegas                              |                                      |
| 3 februari 1980   | Larry Holmes       | KO rond 6               | Lorenzo Zanon       | Caesars Palace, Las Vegas                              |                                      |
| 28 september 1979 | Larry Holmes       | TKO rond 11             | Earnie Shavers      | Caesars Palace, Las Vegas                              |                                      |
| 22 juni 1979      | Larry Holmes       | TKO rond 12             | Mike Weaver         | Madison Square Garden, New York                        |                                      |
| 23 mars 1979      | Larry Holmes       | TKO rond 7              | Ossie Ocasio        | Hilton Hotel, Las Vegas                                |                                      |
| 10 november 1978  | Larry Holmes       | KO rond 7               | Alfredo Evangelista | Caesars Palace, Las Vegas                              |                                      |
| 9 juni 1978       | Larry Holmes       | Poängseger              | Ken Norton          | Caesars Palace, Las Vegas                              |                                      |
| 15 februari 1978  | Leon Spinks        | Poängseger              | Muhammad Ali        | Hilton, Las Vegas                                      |                                      |
| 29 september 1977 | Muhammad Ali       | Poängseger              | Earnie Shavers      | Madison Square Garden, New York                        |                                      |
| 16 maj 1977       | Muhammad Ali       | Poängseger              | Alfredo Evangelista | Capital Centre, Landover                               |                                      |
| 28 september 1976 | Muhammad Ali       | Poängseger              | Ken Norton          | Yankee Stadium, Bronx                                  |                                      |
| 24 maj 1976       | Muhammad Ali       | TKO rond 5              | Richard Dunn        | Olympiahalle, München                                  |                                      |
| 30 april 1976     | Muhammad Ali       | Poängseger              | Jimmy Young         | Capital Centre, Landover                               |                                      |
| 20 februari 1976  | Muhammad Ali       | KO rond 5               | Jean-Pierre Coopman | Roberto Clemente Coliseum, Hato Rey                    |                                      |
| 1 oktober 1975    | Muhammad Ali       | Uppgivet efter rond 14  | Joe Frazier         | Araneta Coliseum, Quezon City                          |                                      |
| 30 juni 1975      | Muhammad Ali       | Poängseger              | Joe Bugner          | Merdeka Stadium, Kuala Lumpur                          |                                      |
| 16 maj 1975       | Muhammad Ali       | TKO rond 11             | Ron Lyle            | Convention Center, Las Vegas                           |                                      |
| 24 mars 1975      | Muhammad Ali       | TKO rond 15             | Chuck Wepner        | Richfield Coliseum, Richfield                          |                                      |
| 30 oktober 1974   | Muhammad Ali       | KO rond 8               | George Foreman      | 20 maj Stadion, Kinshasa                               | Känd som The Rumble in the Jungle    |
| 26 mars 1974      | George Foreman     | TKO rond 2              | Ken Norton          | El Poliedro, Caracas                                   |                                      |
| 1 september 1973  | George Foreman     | KO rond 1               | José Roman          | Nihon Budokan, Tokyo                                   |                                      |
| 22 januari 1973   | George Foreman     | TKO rond 2              | Joe Frazier         | National Stadium, Kingston                             |                                      |
| 25 maj 1972       | Joe Frazier        | TKO rond 5              | Ron Stander         | Civic Auditorium, Omaha                                |                                      |
| 15 januari 1972   | Joe Frazier        | TKO rond 4              | Terry Daniels       | Rivergate Auditorium, New Orleans                      |                                      |
| 8 mars 1971       | Joe Frazier        | Poängseger              | Muhammad Ali        | Madison Square Garden, New York                        |                                      |
| 18 november 1970  | Joe Frazier        | KO rond 2               | Bob Foster          | Cobo Arena, Detroit                                    |                                      |
| 16 februari 1970  | Joe Frazier        | TKO rond 5              | Jimmy Ellis         | Madison Square Garden, New York                        |                                      |
| 23 juni 1969      | Joe Frazier        | TKO rond 7              | Jerru Quarry        | Madison Square Garden, New York                        | Sanktionerad av NYSAC                |
| 22 april 1969     | Joe Frazier        | KO rond 1               | Dave Zyglewicz      | Sam Houston Coliseum, Houston                          | Sanktionerad av NYSAC                |
| 10 december 1968  | Joe Frazier        | Poängseger              | Oscar Bonavena      | The Spectrum, Philadelphia                             | Sanktionerad av NYSAC                |
| 24 juni 1968      | Joe Frazier        | TKO rond 2              | Manuel Ramos        | Madison Square Garden, New York                        | Sanktionerad av NYSAC                |
| 4 mars 1968       | Joe Frazier        | TKO rond 11             | Buster Mathis       | Madison Square Garden, New York                        | Sanktionerad av NYSAC                |
| 22 mars 1967      | Muhammad Ali       | KO rond 7               | Zora Folley         | Madison Square Garden, New York                        |                                      |
| 6 februari 1967   | Muhammad Ali       | Poängseger              | Ernie Terrell       | Astrodome, Houston                                     |                                      |
| 14 november 1966  | Muhammad Ali       | TKO rond 3              | Cleveland Williams  | Astrodome, Houston                                     |                                      |
| 10 september 1966 | Muhammad Ali       | TKO rond 12             | Karl Mildenberger   | Waldstadion, Frankfurt                                 |                                      |
| 6 augusti 1966    | Muhammad Ali       | KO rond 3               | Brian London        | Earl Court Arena, London                               |                                      |
| 21 maj 1966       | Muhammad Ali       | TKO rond 6              | Henry Cooper        | Arsenal Football Stadium, London                       |                                      |
| 29 mars 1966      | Muhammad Ali       | Poängseger              | George Chuvalo      | Maple Leaf Garden, Toronto                             |                                      |
| 22 november 1965  | Muhammad Ali       | TKO rond 12             | Floyd Patterson     | Convention Center, Las Vegas                           |                                      |
| 25 maj 1965       | Muhammad Ali       | KO rond 1               | Sonny Liston        | St. Dominic's Hall, Lewiston                           |                                      |
| 25 februari 1964  | Cassius Clay       | Uppgivet efter rond 6   | Sonny Liston        | Convention Hall, Miami Beach                           |                                      |
| 22 juli 1963      | Sonny Liston       | KO rond 1               | Floyd Patterson     | Convention Center, Las Vegas                           |                                      |

## Matcher om VM-titeln sanktionerade av WBA (World Boxing Association)[2]
Senast uppdaterad 29 september 2015
| Datum             | Segrare            | Resultat                  | Förlorare           | Ort                                               |
| ----------------- | ------------------ | ------------------------- | ------------------- | ------------------------------------------------- |
| 11 juli 2015      | Ruslan Tjagajev    | KO rond 1                 | Francesco Pianeta   | GETEC Arena, Magdeburg, Tyskland                  |
| 6 juli 2014       | Ruslan Tjagajev    | Poängseger                | Fres Oquendo        | Achmat Arena, Grosny, Ryssland                    |
| 17 maj 2013       | Alexander Povetkin | TKO rond 3                | Andrzej Wawrzyk     | Crocus City Hall, Krasnogorsk, Ryssland           |
| 29 september 2012 | Alexander Povetkin | TKO rond 2                | Hasim Rahman        | Sporthalle Hamburg, Hamburg, Tyskland             |
| 25 februari 2012  | Alexander Povetkin | Poängseger                | Marco Huck          | Porsche-Arena, Stuttgart, Tyskland                |
| 3 december 2011   | Alexander Povetkin | KO rond 8                 | Cedric Boswell      | Hartwall Arena, Helsingfors, Finland              |
| 27 augusti 2011   | Alexander Povetkin | Poängseger                | Ruslan Tjagajev     | Messe Erfurt, Erfurt, Tyskland                    |
| 13 november 2010  | David Haye         | TKO rond 3                | Audley Harrison     | M.E.N. Arena, Manchester, England                 |
| 4 april 2010      | David Haye         | TKO rond 9                | John Ruiz           | M.E.N. Arena, Manchester, England                 |
| 7 november 2009   | David Haye         | Poängseger                | Nikolaj Valujev     | Arena Nürnberger Versicherung, Nürnberg, Tyskland |
| 7 februari 2009   | Ruslan Tjagajev    | Teknisk poängseger rond 6 | Carl Davis Drumond  | Stadthalle Rostock, Rostock, Tyskland             |
| 21 december 2008  | Nikolaj Valujev    | Poängseger                | Evander Holyfield   | Hallenstadion, Zürich, Schweiz                    |
| 30 augusti 2008   | Nikolaj Valujev    | Poängseger                | John Ruiz           | Max-Schmeling-Halle, Berlin, Tyskland             |
| 19 januari 2008   | Ruslan Tjagajev    | Poängseger                | Matt Skelton        | Burg-Wächter Castello, Düsseldorf, Tyskland       |
| 14 april 2007     | Ruslan Tjagajev    | Poängseger                | Nikolaj Valujev     | Porsche-Arena, Stuttgart, Tyskland                |
| 20 januari 2007   | Nikolaj Valujev    | TKO rond 3                | Jameel McCline      | St. Jakobshalle, Basel, Schweiz                   |
| 7 oktober 2006    | Nikolaj Valujev    | TKO rond 11               | Monte Barrett       | Allstate Arena, Rosemont, IL, USA                 |
| 3 juni 2006       | Nikolaj Valujev    | TKO rond 3                | Owen Beck           | TUI Arena, Hannover, Tyskland                     |
| 18 december 2005  | Nikolaj Valujev    | Poängseger                | John Ruiz           | Max-Schmeling-Halle, Berlin, Tyskland             |
| 30 april 2005     | James Toney        | No Contest                | John Ruiz           | Madison Square Garden, New York, NY, USA          |
| 13 november 2004  | John Ruiz          | Poängseger                | Andrzej Golota      | Madison Square Garden, New York, NY, USA          |
| 17 april 2004     | John Ruiz          | TKO rond 11               | Fres Oquendo        | Madison Square Garden, New York, NY, USA          |
| 1 mars 2003       | Roy Jones Jr       | Poängseger                | John Ruiz           | Thomas & Mack Center, Las Vegas, NV, USA          |
| 27 juli 2002      | John Ruiz          | Disk. rond 10             | Kirk Johnson        | Mandalay Bay Resort, Las Vegas, NV, USA           |
| 15 december 2001  | John Ruiz          | Oavgjord                  | Evander Holyfield   | Foxwoods Resort, Mashantucket, CT, USA            |
| 3 mars 2001       | John Ruiz          | Poängseger                | Evander Holyfield   | Mandalay Bay, Las Vegas, NV, USA                  |
| 12 augusti 2000   | Evander Holyfield  | Poängseger                | John Ruiz           | Paris Hotel & Casino, Las Vegas, NV, USA          |
| 13 november 1999  | Lennox Lewis       | Poängseger                | Evander Holyfield   | Thomas & Mack Center, Las Vegas, NV, USA          |
| 13 mars 1999      | Evander Holyfield  | Oavgjord                  | Lennox Lewis        | Madison Square Garden, New York, NY, USA          |
| 19 september 1998 | Evander Holyfield  | Poängseger                | Vaughn Bean         | Georgia Dome, Atlanta, GA, USA                    |
| 8 november 1997   | Evander Holyfield  | TKO rond 8                | Michael Moorer      | Thomas & Mack Center, Las Vegas, NV, USA          |
| 28 juni 1997      | Evander Holyfield  | Disk. rond 3              | Mike Tyson          | MGM Grand Hotel, Las Vegas, NV, USA               |
| 9 november 1996   | Evander Holyfield  | TKO rond 11               | Mike Tyson          | MGM Grand Hotel, Las Vegas, NV, USA               |
| 7 september 1996  | Mike Tyson         | TKO rond 1                | Bruce Seldon        | MGM Grand Hotel, Las Vegas, NV, USA               |
| 19 augusti 1995   | Bruce Seldon       | TKO rond 10               | Joe Hipp            | MGM Grand Hotel Hotel, Las Vegas, NV, USA         |
| 8 april 1995      | Bruce Seldon       | TKO rond 7                | Tony Tucker         | Caesars Palace, Las Vegas, NV, USA                |
| 5 november 1994   | George Foreman     | KO rond 10                | Michael Moorer      | MGM Grand Hotel Hotel, Las Vegas, NV, USA         |
| 22 april 1994     | Michael Moorer     | Poängseger                | Evander Holyfield   | Caesar's Palace, Las Vegas, NV, USA               |
| 6 november 1993   | Evander Holyfield  | Poängseger                | Riddick Bowe        | Caesars Palace, Las Vegas, NV, USA                |
| 22 maj 1993       | Riddick Bowe       | KO rond 2                 | Jesse Ferguson      | RFK Stadium, Washington, DC, USA                  |
| 6 februari 1993   | Riddick Bowe       | TKO rond 1                | Michael Dokes       | Madison Square Garden, New York, NY, USA          |
| 13 november 1992  | Riddick Bowe       | Poängseger                | Evander Holyfield   | Thomas & Mack Center, Las Vegas, NV, USA          |
| 19 juni 1992      | Evander Holyfield  | Poängseger                | Larry Holmes        | Caesars Palace, Las Vegas, NV, USA                |
| 23 november 1991  | Evander Holyfield  | TKO rond 7                | Bert Cooper         | The Omni, Atlanta, GA, USA                        |
| 19 april 1991     | Evander Holyfield  | Poängseger                | George Foreman      | Convention Center, Atlantic City, NJ, USA         |
| 25 oktober 1990   | Evander Holyfield  | KO rond 3                 | James Douglas       | Mirage Hotel & Casino, Las Vegas, NV, USA         |
| 11 februari 1990  | James Douglas      | KO rond 10                | Mike Tyson          | Tokyo Dome, Tokyo, Japan                          |
| 21 juli 1989      | Mike Tyson         | TKO rond 1                | Carl Williams       | Convention Center, Atlantic City, NJ, USA         |
| 25 februari 1989  | Mike Tyson         | TKO rond 5                | Frank Bruno         | Hilton Hotel, Las Vegas, NV, USA                  |
| 27 juni 1988      | Mike Tyson         | KO rond 1                 | Michael Spinks      | Convention Hall, Atlantic City, NJ, USA           |
| 21 mars 1988      | Mike Tyson         | TKO rond 2                | Tony Tubbs          | Tokyo Dome, Tokyo, Japan                          |
| 22 januari 1988   | Mike Tyson         | TKO rond 4                | Larry Holmes        | Convention Center, Atlantic City, NJ, USA         |
| 16 oktober 1987   | Mike Tyson         | TKO rond 7                | Tyrell Biggs        | Convention Hall, Atlantic City, NJ, USA           |
| 1 augusti 1987    | Mike Tyson         | Poängseger                | Tony Tucker         | Hilton Hotel, Las Vegas, NV, USA                  |
| 30 maj 1987       | Mike Tyson         | TKO rond 6                | Pinklon Thomas      | Hilton Hotel, Las Vegas, NV, USA                  |
| 7 mars 1987       | Mike Tyson         | Poängseger                | James Smith         | Hilton Hotel, Las Vegas, NV, USA                  |
| 12 december 1986  | James Smith        | TKO rond 1                | Tim Witherspoon     | Madison Square Garden, New York, NY, USA          |
| 19 juli 1986      | Tim Witherspoon    | TKO rond 11               | Frank Bruno         | Wembley Stadion, London, Wembley, England         |
| 17 januari 1986   | Tim Witherspoon    | Poängseger                | Tony Tubbs          | The Omni, Atlanta, GA, USA                        |
| 29 april 1985     | Tony Tubbs         | Poängseger                | Greg Page           | Memorial Auditorium, Buffalo, NY, USA             |
| 1 december 1984   | Greg Page          | KO rond 8                 | Gerrie Coetzee      | Super Bowl, Sun City, NW, Sydafrika               |
| 23 september 1983 | Gerrie Coetzee     | KO rond 10                | Michael Dokes       | Richfield Coliseum, Richfield, OH, USA            |
| 20 maj 1983       | Michael Dokes      | Oavgjord                  | Mike Weaver         | Dunes Hotel, Las Vegas, NV, USA                   |
| 10 december 1982  | Michael Dokes      | TKO rond 1                | Mike Weaver         | Caesars Palace, Las Vegas, NV, USA                |
| 3 oktober 1981    | Mike Weaver        | Poängseger                | James Tillis        | Horizon Arena, Rosemont, IL, USA                  |
| 25 oktober 1980   | Mike Weaver        | TKO rond 13               | Gerrie Coetzee      | Super Bowl, Sun City, NW, Sydafrika               |
| 31 mars 1980      | Mike Weaver        | KO rond 15                | John Tate           | Stokley Athletics Center, Knoxville, TN, USA      |
| 20 oktober 1979   | John Tate          | Poängseger                | Gerrie Coetzee      | Loftus Versveld Stadium, Pretoria, GT, Sydafrika  |
| 15 september 1978 | Muhammad Ali       | Poängseger                | Leon Spinks         | Superdome, New Orleans, LA, USA                   |
| 15 februari 1978  | Leon Spinks        | Poängseger                | Muhammad Ali        | Hilton, Las Vegas, NV, USA                        |
| 29 september 1977 | Muhammad Ali       | Poängseger                | Earnie Shavers      | Madison Square Garden, New York, NY, USA          |
| 16 maj 1977       | Muhammad Ali       | Poängseger                | Alfredo Evangelista | Capital Centre, Landover, MD, USA                 |
| 28 september 1976 | Muhammad Ali       | Poängseger                | Ken Norton          | Yankee Stadium, Bronx, NY, USA                    |
| 24 maj 1976       | Muhammad Ali       | TKO rond 5                | Richard Dunn        | Olympiahalle, München, Tyskland                   |
| 30 april 1976     | Muhammad Ali       | Poängseger                | Jimmy Young         | Capital Centre, Landover, MD, USA                 |
| 20 februari 1976  | Muhammad Ali       | KO rond 5                 | Jean-Pierre Coopman | Roberto Clemente Coliseum, Hato Rey, Puerto Rico  |
| 1 oktober 1975    | Muhammad Ali       | TKO rond 14               | Joe Frazier         | Araneta Coliseum, Quezon City, Filippinerna       |
| 30 juni 1975      | Muhammad Ali       | Poängseger                | Joe Bugner          | Merdeka Stadium, Kuala Lumpur, Malaysia           |
| 16 maj 1975       | Muhammad Ali       | TKO rond 11               | Ron Lyle            | Convention Center, Las Vegas, NV, USA             |
| 24 mars 1975      | Muhammad Ali       | TKO rond 15               | Chuck Wepner        | Richfield Coliseum, Richfield, OH, USA            |
| 30 oktober 1974   | Muhammad Ali       | KO rond 8                 | George Foreman      | Stade du 20 Mai, Kinshasa, Zaire                  |
| 26 oktober 1974   | George Foreman     | TKO rond 2                | Ken Norton          | El Poliedro, Caracas, Venezuela                   |
| 1 september 1973  | George Foreman     | KO rond 1                 | José Roman          | Nihon Budokan, Tokio, Japan                       |
| 22 januari 1973   | George Foreman     | TKO rond 2                | Joe Frazier         | National Stadium, Kingston, Jamaica               |
| 25 maj 1972       | Joe Frazier        | TKO rond 5                | Ron Stander         | Civic Auditorium, Omaha, NE, USA                  |
| 15 januari 1972   | Joe Frazier        | TKO rond 4                | Jerry Daniels       | Rivergate Auditorium, New Orleans, LA, USA        |
| 8 mars 1971       | Joe Frazier        | Poängseger                | Muhammad Ali        | Madison Square Garden, New York, NY, USA          |
| 18 november 1970  | Joe Frazier        | KO rond 2                 | Bob Foster          | Cobo Arena, Detroit, MI, USA                      |
| 16 februari 1970  | Joe Frazier        | TKO rond 5                | Jimmy Ellis         | Madison Square Garden, New York, NY, USA          |
| 14 september 1968 | Jimmy Ellis        | Poängseger                | Floyd Patterson     | Råsunda, Stockholm, Sverige                       |
| 27 april 1968     | Jimmy Ellis        | Poängseger                | Jerry Quarry        | Arena, Oakland, CA, USA                           |
| 22 mars 1967      | Muhammad Ali       | KO rond 7                 | Zora Folley         | Madison Square Garden, New York, NY, USA          |
| 6 februari 1967   | Muhammad Ali       | Poängseger                | Ernie Terrell       | Astrodome, Houston, TX, USA                       |
| 28 juni 1966      | Ernie Terrell      | Poängseger                | Doug Jones          | Sam Houston Coliseum, Houston, TX, USA            |
| 1 november 1965   | Ernie Terrell      | Poängseger                | George Chuvalo      | Maple Leaf Gardens, Toronto, ON, Kanada           |
| 5 mars 1965       | Ernie Terrell      | Poängseger                | Eddie Machen        | International Ampitheater, Chicago, IL, USA       |

## Matcher om VM-titeln sanktionerade av IBF (International Boxing Federation)[4]
Senast uppdaterad 13 december 2015
| Datum             | Segrare            | Resultat              | Förlorare            | Ort                                              |
| ----------------- | ------------------ | --------------------- | -------------------- | ------------------------------------------------ |
| 28 november 2015  | Tyson Fury         | Poängseger            | Wladimir Klitschko   | Esprit Arena, Düsseldorf, Tyskland               |
| 25 april 2015     | Wladimir Klitschko | Poängseger            | Bryant Jennings      | Madison Square Garden, New York, NY, USA         |
| 15 november 2014  | Wladimir Klitschko | KO rond 5             | Kubrat Pulev         | O₂ World Arena, Hamburg, Tyskland                |
| 26 april 2014     | Wladimir Klitschko | TKO rond 5            | Alex Leapai          | König-Pilsener-Arena, Oberhausen, Tyskland       |
| 5 oktober 2013    | Wladimir Klitschko | Poängseger            | Alexander Povetkin   | Olimpijski, Moskva, Ryssland                     |
| 4 maj 2013        | Wladimir Klitschko | TKO rond 6            | Francesco Pianeta    | SAP Arena, Mannheim, Tyskland                    |
| 10 november 2012  | Wladimir Klitschko | Poängseger            | Mariusz Wach         | O₂ World Arena, Hamburg, Tyskland                |
| 7 juli 2012       | Wladimir Klitschko | TKO rond 6            | Tony Thompson        | Stade de Suisse, Bern, Schweiz                   |
| 4 mars 2012       | Wladimir Klitschko | TKO rond 4            | Jean-Marc Mormeck    | ESPRIT-Arena, Düsseldorf, Tyskland               |
| 2 juli 2011       | Wladimir Klitschko | Poängseger            | David Haye           | Imtech Arena, Hamburg, Tyskland                  |
| 11 september 2010 | Wladimir Klitschko | KO rond 10            | Samuel Peter         | Commerzbank-Arena, Frankfurt am Main, Tyskland   |
| 20 mars 2010      | Wladimir Klitschko | KO rond 12            | Eddie Chambers       | ESPRIT-Arena, Düsseldorf, Tyskland               |
| 20 juni 2009      | Wladimir Klitschko | Uppgivet efter rond 9 | Ruslan Tjagajev      | Veltins-Arena, Gelsenkirchen, Tyskland           |
| 13 december 2008  | Wladimir Klitschko | TKO rond 7            | Hasim Rahman         | SAP Arena, Mannheim, Tyskland                    |
| 12 juli 2008      | Wladimir Klitschko | KO rond 11            | Tony Thompson        | Color Line Arena, Hamburg, Altona, Tyskland      |
| 23 februari 2008  | Wladimir Klitschko | Poängseger            | Sultan Ibragimov     | Madison Square Garden, New York, NY, USA         |
| 7 juli 2007       | Wladimir Klitschko | Uppgivet efter rond 6 | Lamon Brewster       | Köln Arena, Köln, Tyskland                       |
| 10 mars 2007      | Wladimir Klitschko | TKO rond 2            | Ray Austin           | SAP Arena, Mannheim, Tyskland                    |
| 11 november 2006  | Wladimir Klitschko | TKO rond 7            | Calvin Brock         | Madison Square Garden, New York, NY, USA         |
| 22 april 2006     | Wladimir Klitschko | TKO rond 7            | Chris Byrd           | SAP Arena, Mannheim, Tyskland                    |
| 1 oktober 2005    | Chris Byrd         | Poängseger            | DaVarryl Williamson  | Events Center, Reno, NV, USA                     |
| 13 november 2004  | Chris Byrd         | Poängseger            | Jameel McCline       | Madison Square Garden, New York, NY, USA         |
| 17 april 2004     | Chris Byrd         | Oavgjord              | Andrzej Golota       | Madison Square Garden, New York, NY, USA         |
| 20 september 2003 | Chris Byrd         | Poängseger            | Fres Oquendo         | Mohegan Sun, Uncasville, CT, USA                 |
| 14 december 2002  | Chris Byrd         | Poängseger            | Evander Holyfield    | Boardwalk Hall, Atlantic City, NJ, USA           |
| 8 juni 2002       | Lennox Lewis       | KO rond 8             | Mike Tyson           | The Pyramid, Memphis, TN, USA                    |
| 17 november 2001  | Lennox Lewis       | KO rond 4             | Hasim Rahman         | Mandalay Bay, Las Vegas, NV, USA                 |
| 22 april 2001     | Hasim Rahman       | KO rond 5             | Lennox Lewis         | Carnival City, Brakpan, GT, Sydafrika            |
| 11 november 2000  | Lennox Lewis       | Poängseger            | David Tua            | Mandalay Bay, Las Vegas, NV, USA                 |
| 15 juli 2000      | Lennox Lewis       | TKO rond 2            | Francois Botha       | London Arena, London, Millwall, England          |
| 29 april 2000     | Lennox Lewis       | KO rond 2             | Michael Grant        | Madison Square Garden, New York, NY, USA         |
| 13 november 1999  | Lennox Lewis       | Poängseger            | Evander Holyfield    | Thomas & Mack Center, Las Vegas, NV, USA         |
| 13 mars 1999      | Evander Holyfield  | Oavgjord              | Lennox Lewis         | Madison Square Garden, New York, NY, USA         |
| 19 september 1998 | Evander Holyfield  | Poängseger            | Vaughn Bean          | Georgia Dome, Atlanta, GA, USA                   |
| 8 november 1997   | Evander Holyfield  | TKO rond 8            | Michael Moorer       | Thomas & Mack Center, Las Vegas, NV, USA         |
| 29 mars 1997      | Michael Moorer     | Poängseger            | Vaughn Bean          | Hilton Hotel, Las Vegas, NV, USA                 |
| 9 november 1996   | Michael Moorer     | TKO rond 12           | Francois Botha       | MGM Grand Hotel, Las Vegas, NV, USA              |
| 22 juni 1996      | Michael Moorer     | Poängseger            | Axel Schulz          | Westfalen Stadion, Dortmund, Tyskland            |
| 9 december 1995   | Francois Botha     | No Contest            | Axel Schulz          | Hanns-Martin-Schleyer Halle, Stuttgart, Tyskland |
| 22 april 1995     | George Foreman     | Poängseger            | Axel Schulz          | MGM Grand Hotel Hotel, Las Vegas, NV, USA        |
| 5 november 1994   | George Foreman     | KO rond 10            | Michael Moorer       | MGM Grand Hotel Hotel, Las Vegas, NV, USA        |
| 22 april 1994     | Michael Moorer     | Poängseger            | Evander Holyfield    | Caesar's Palace, Las Vegas, NV, USA              |
| 6 november 1993   | Evander Holyfield  | Poängseger            | Riddick Bowe         | Caesars Palace, Las Vegas, NV, USA               |
| 6 februari 1993   | Riddick Bowe       | TKO rond 1            | Michael Dokes        | Madison Square Garden, New York, NY, USA         |
| 13 november 1992  | Riddick Bowe       | Poängseger            | Evander Holyfield    | Thomas & Mack Center, Las Vegas, NV, USA         |
| 19 juni 1992      | Evander Holyfield  | Poängseger            | Larry Holmes         | Caesars Palace, Las Vegas, NV, USA               |
| 23 november 1991  | Evander Holyfield  | TKO rond 7            | Bert Cooper          | The Omni, Atlanta, GA, USA                       |
| 19 april 1991     | Evander Holyfield  | Poängseger            | George Foreman       | Convention Center, Atlantic City, NJ, USA        |
| 25 oktober 1990   | Evander Holyfield  | KO rond 3             | James Douglas        | Mirage Hotel & Casino, Las Vegas, NV, USA        |
| 11 februari 1990  | James Douglas      | KO rond 10            | Mike Tyson           | Tokyo Dome, Tokyo, Japan                         |
| 21 juli 1989      | Mike Tyson         | TKO rond 1            | Carl Williams        | Convention Center, Atlantic City, NJ, USA        |
| 25 februari 1989  | Mike Tyson         | TKO rond 5            | Frank Bruno          | Hilton Hotel, Las Vegas, NV, USA                 |
| 27 juni 1988      | Mike Tyson         | KO rond 1             | Michael Spinks       | Convention Hall, Atlantic City, NJ, USA          |
| 21 mars 1988      | Mike Tyson         | TKO rond 2            | Tony Tubbs           | Tokyo Dome, Tokyo, Japan                         |
| 22 januari 1988   | Mike Tyson         | TKO rond 4            | Larry Holmes         | Convention Center, Atlantic City, NJ, USA        |
| 16 oktober 1987   | Mike Tyson         | TKO rond 7            | Tyrell Biggs         | Convention Hall, Atlantic City, NJ, USA          |
| 1 augusti 1987    | Mike Tyson         | Poängseger            | Tony Tucker          | Hilton Hotel, Las Vegas, NV, USA                 |
| 30 maj 1987       | Tony Tucker        | TKO rond 10           | James Buster Douglas | Hilton Hotel, Las Vegas, NV, USA                 |
| 6 september 1986  | Michael Spinks     | TKO rond 4            | Steffen Tangstad     | Hilton Hotel, Las Vegas, NV, USA                 |
| 19 april 1986     | Michael Spinks     | Poängseger            | Larry Holmes         | Hilton Hotel, Las Vegas, NV, USA                 |
| 21 september 1985 | Michael Spinks     | Poängseger            | Larry Holmes         | Riviera Hotel & Casino, Las Vegas, NV, USA       |
| 20 maj 1985       | Larry Holmes       | Poängseger            | Carl Williams        | Lawlor Events Center, Reno, NV, USA              |
| 15 mars 1985      | Larry Holmes       | TKO rond 10           | David Bey            | Riviera Hotel & Casino, Las Vegas, NV, USA       |
| 9 november 1984   | Larry Holmes       | TKO rond 12           | James Smith          | Riviera Hotel & Casino, Las Vegas, NV, USA       |